# Уманский, Лев Ильич
Лев Ильич Ума́нский (29 октября 1921, Курск — 13 июля 1983, Кострома) — советский психолог, специалист в области социальной и педагогической психологии. Доктор психологических наук (1969), профессор (1969).

## Биография
Лев Ильич Уманский родился 29 октября 1921 года в г. Курске в семье служащих. Рано осиротел, воспитанием занималась тётя.
Трудовой путь начал в 1939 году вожатым-инструктором стационарных пионерских лагерей в Курской области. В 1940 году окончил школу № 5 г. Курска.
В 1940—1945 гг. — служба в Вооруженных Силах: курсант Чугуевского военного авиационного училища (в 1941 году эвакуировано в Чимкент), после аварии во время учебного полета в 1942 году — слушатель окружных курсов Среднеазиатского военного округа в г. Намангане, с 1943 года — помощник командира отдельной роты Советского транспортного управления в Иране (Тегеран, Тавриз).
После демобилизации из армии в октябре 1945 года связывает свою судьбу с Курским государственным педагогическим институтом. В течение двух лет работает освобождённым секретарем комитета комсомола. В 1947—1950 гг. учится на историческом факультете, совмещая учебную деятельность с обязанностями старшего лаборанта кафедры педагогики и психологии, одновременно работал преподавателем психологии в курской спецшколе ВВС № 4. С сентября 1950 по октябрь 1953 года — преподаватель психологии пединститута и учитель психологии в базовой школе № 3 Курска.
В октябре 1953 года Л. И. Уманский поступает в аспирантуру кафедры психологии Московского государственного педагогического института им. В. И. Ленина (научный руководитель — Борис Михайлович Теплов) завершение которой было ознаменовано защитой в 1955 году кандидатской диссертации «Опыт исследования индивидуально-типологических особенностей детей старшего дошкольного возраста». После успешной защиты кандидатской диссертации он приступает к экспериментальному изучению проблемы организаторских способностей у детей. Границы исследования постепенно расширяются, и его объектами становятся не только дошкольники, но и взрослые.
С сентября 1955 по январь 1973 года в Курском государственном пединституте Л. И. Уманский последовательно проходит обычные для вузовского работника ступени: старший преподаватель, доцент, старший научный сотрудник, заведующий кафедрой педагогики и психологии, профессор, заведующий кафедрой психологии. В этот период проводится масштабная исследовательская работа, завершившаяся защитой в 1969 году докторской диссертации на тему «Психология организаторских способностей». Первое обсуждение докторской диссертации в Институте общей, возрастной и педагогической психологии (Москва) в лаборатории В. А. Крутецкого вызвало ряд трудностей в связи со статусом самого понятия «организаторские способности», которые по существующим в то время представлениям не входили в разряд классических способностей. Для решения этой проблемы В. А. Крутецкий предложил экспериментально проверить гипотезу на молодёжных лидерах — комсомольских организаторах. Для проверки гипотезы в 1961 году в городе Курске был создан лагерь комсомольского актива школьников «Комсорг» (работает по настоящее время, ныне называется Курская областная школа молодёжных лидеров (ОШМЛ) «Комсорг»).
В 1964 году Л. И. Уманский совместно с И. А. Френкелем, А. С. Чернышёвым, А. С. Крикуновым основал социально-психологическую лабораторию (на общественных началах) в КГПИ. Совместно с учениками (А. С. Чернышёвым, А. Н. Лутошкиным, А. С. Крикуновым, И. С. Полонским, Е. И. Дымовым, Е. А. Шаниным, Е. И. Тимощуком и др.) создается социально-психологическая концепция группы как коллектива, получившая известность как «параметрическая». Основные положения концепции подвергаются тщательному экспериментальному исследованию, в том числе и на инициированных Л. И. Уманским ежегодных летних лагерных сборах актива старшеклассников — лагерь «Комсорг» (существует поныне в Курской области как психологический центр подготовки молодёжных лидеров). Первые аспиранты Льва Ильича (А. С. Чернышёв, А. Н. Лутошкин и др.) успешно защищают диссертационные исследования по только что включенной в номенклатуру специальностей научных работников социальной психологии. В феврале 1971 года становится первым заведующим кафедрой психологии Курского государственного педагогического института, учрежденной приказом Министерства просвещения РСФСР.
В феврале 1973 года Л. И. Уманский переезжает в Кострому, оставив в Курске сформированный им работоспособный научный коллектив во главе с Алексеем Чернышёвым.
В Костромском государственном педагогическом институте имени Н. А. Некрасова он становится заведующим специально образованной кафедрой психологии, создает межкафедральную социально-психологическую лабораторию, открывает в 1976 г. аспирантуру. Совместно с деканом историко-педагогического факультета А. Н. Лутошкиным основывает в 1973 г. авторский лагерь новаторской педагогики для комсомольского актива школ области «Комсорг» (действует по настоящее время), а в 1978 г. — для учащихся профтехучилищ «Комсорг-ПТУ», служившими одновременно научно-экспериментальной базой для психологических и педагогических исследований.
При активной организующей роли Л. И. Уманского в сентябре 1978 года в Костроме прошёл первый Всесоюзный симпозиум по актуальным проблемам социальной психологии.
Научная школа Уманского — Чернышёва («Курская школа») получила широкое признание в области социальной психологии. Реализацию и развитие идей профессора Уманского уже более 30 лет ведут в творческом содружестве психологи Курского и Костромского госуниверситетов.

## Научная деятельность
Область научных интересов Л. И. Уманского включала возрастную и педагогическую психологию, социальную психологию групп, психологию лидерства. Исследовал психологию ребёнка, выделяя как общие особенности возрастного развития, так и их индивидуально-типологические проявления. Разрабатывал проблемы организаторской деятельности и организаторских способностей.
Предложил параметрическую концепцию социально-психологической структуры коллектива, согласно которой значимые параметры коллектива объединены в несколько блоков: «общественная подструктура» (направленность, организованность, подготовленность), «личностная подструктура» (интеллектуальная коммуникативность, эмоциональная коммуникативность, волевая коммуникативность), «социально-психологические общие качества» (эмоциональный микроклимат, референтность, сплоченность, различные виды активности во взаимодействии личности и группы) и «социальная ценность и содержание деятельности». Уровень и поэтапное развитие группы как коллектива, особенности организации интраколлективных и интерколлективных отношений определяются через представленность и характер проявления указанных параметров.
Для изучения проблем социальной психологии — лидерства, малых групп, совместной деятельности Уманский в 1965 г. организует одну из первых в стране социально-психологических лабораторий на базе кафедры психологии и педагогики Курского госпединститута. Лаборатория имела свою экспериментальную базу и занялась разработкой концепции лидерства и малой группы в условиях совместной деятельности.
Помимо изучения психологии лидерства, Л. И. Уманский решал практические задачи подготовки лидеров молодёжных коллективов, организовывал социально-психологические прикладные исследования и внедрение научных результатов в практику деятельности трудовых коллективов предприятий и ученических организаций образовательных учреждений Костромской области.
Л. И. Уманским подготовлено 20 кандидатов наук. Опубликовано 160 научных работ, среди них 3 монографии, главы в 9 коллективных монографиях, учебные пособия, изобретение.

## Основные труды
- Аппарат для изучения и демонстрации психофизиологических особенностей человека. А. с. СССР № 128558, заявл. 09.01.1959, опубл. 01.01.1960, и др.
- Организаторские способности и их развитие. Курск, 1967;
- Организатор и организаторская деятельность. Л., 1975 (в соавторстве с И. С. Мангутовым);
- Психология и педагогика работы комсорга. М., 1975, 1984 (в соавторстве с А. Н. Лутошкиным);
- Психология организаторской деятельности школьников. М., 1980.
- Личность. Организаторская деятельность. Коллектив. / Избранные труды — Кострома: КГУ им. Н. А. Некрасова, 2001.- 208 с. — ISBN 5-7591-0479-9

## Награды и премии
- Медаль «За победу над Германией в Великой Отечественной войне 1941-1945 гг.» (1946 г.)
- Медаль «Двадцать лет победы в Великой Отечественной войне 1941-1945 гг.» (1967 г.)
- Медаль «За доблестный труд в ознаменование 100-летия со дня рождения В. И. Ленина» (1970 г.)
- Премия Ленинского комсомола за цикл научных работ в области воспитания молодёжи (1979 г.)

## Память
- Учёным советом Костромского государственного университета им. Н. А. Некрасова учреждена ежегодная премия имени Л. И. Уманского для профессоров, преподавателей и научных сотрудников университета за научные достижения теоретического или прикладного характера (в виде монографий или иных научных трудов).

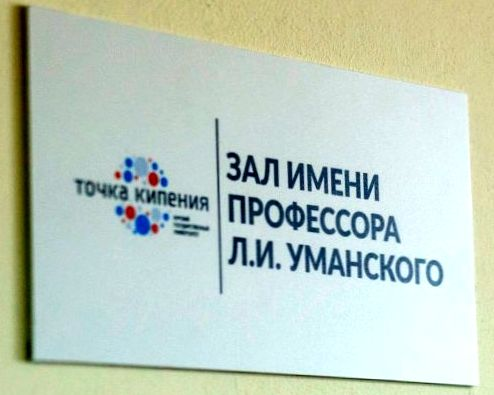

- В «Точке кипения» Курского государственного университета открыт зал им. профессора Л. И. Уманского.